# Jean Nicolay
Jean Nicolay (Lieja, 27 de desembre de 1937 - Brussel·les, 18 d'agost de 2014) fou un futbolista belga de la dècada de 1960.
Fou 39 cops internacional amb la selecció belga de futbol entre 1959 i 1967, Pel que fa a clubs, defensà els colors del Standard Liège, amb qui guanyà la lliga belga els anys 1958, 1961, 1963 i 1969, i la copa el 1966 i 1967. Més tard jugà al Daring Club de Bruxelles i al Royal Tilleur.